# Zygmunt Babiński
Zygmunt Bernard Babiński – polski geograf, dr hab. nauk o Ziemi, profesor Instytutu Geografii Uniwersytetu Kazimierza Wielkiego.

## Życiorys
30 maja 1994 habilitował się na podstawie pracy zatytułowanej Współczesne procesy korytowe dolnej Wisły. 16 stycznia 2004 uzyskał tytuł profesora nauk o Ziemi. Został zatrudniony na stanowisku profesora zwyczajnego na Wydziale Nauk Społecznych i Technicznych Kujawskiej Szkole Wyższej we Włocławku, w Instytucie Geografii na Wydziale Kultury Fizycznej, Zdrowia i Turystyki Uniwersytetu Kazimierza Wielkiego oraz w Instytucie Geografii na Wydziale Biologii i Nauk o Ziemi Uniwersytetu Mikołaja Kopernika.
Był dyrektorem w Instytucie Geografii oraz dziekanem na Wydziale Kultury Fizycznej, Zdrowia i Turystyki Uniwersytetu Kazimierza Wielkiego, a także członkiem Komitetu Gospodarki Wodnej przy Prezydium PAN. Odznaczony Krzyżem Oficerskim Orderu Odrodzenia Polski (2019).